# Elatostema trichosanthum
Elatostema trichosanthum là loài thực vật có hoa trong họ Tầm ma. Loài này được (Gagnep.) H.Schroet. mô tả khoa học đầu tiên năm 1935.